# Lorenzo di Bicci
Pour les articles homonymes, voir Bicci.
Lorenzo di Bicci est un peintre florentin (Florence, ?? - 1427).

## Biographie
Il est le premier de trois générations de peintres renommés qui donneront Bicci di Lorenzo et Neri di Bicci.
Vasari le présente comme un peintre très productif et doté d'une grande facilité d'exécution.

## Œuvres
- Madone et les anges, San Francisco De Young Museum
- Madonna con bambino e santi, Sant'Ambrogio, Florence
- Crucifix peint, 225 cm × 159 cm, Musée du Petit Palais (Avignon)